# Presidente Hayes
Presidente Hayes is een departement van Paraguay. Het heeft een oppervlakte van 72.907 km² en 106.826 inwoners (2012); voor 2016 is de prognose 118.801 inwoners. De hoofdstad is Villa Hayes. De stad Villa Hayes werd in 1999 benoemd tot de hoofdstad van dit departement door het nationaal congres, daarvoor was de hoofdstad de stad Pozo Colorado. De provincie is vernoemd naar de Amerikaans president Rutherford Hayes, die als arbiter in 1878, in de nasleep van de Oorlog van de Drievoudige Alliantie, de provincie toewees aan Paraguay.

## Bestuurlijke indeling
Het departement is verdeeld in tien districten.
| Nr. | District                                | Inwoners | Oppervlakte |
| --- | --------------------------------------- | -------- | ----------- |
| 1   | Benjamín Aceval                         | 22.008   | 11.076 km²  |
| 2   | José Falcón                             | 3.693    | 1.919 km²   |
| 3   | General José María Bruguez              | 2.491    | 6.556 km²   |
| 4   | Nanawa                                  | 6.005    | 1.443 km²   |
| 5   | Nueva Asunción                          | 3.172    | 75 km²      |
| 6   | Puerto Pinasco                          | 9.241    | 9.643 km²   |
| 7   | Campo Aceval                            | 5.848    | 6.174 km²   |
| 8   | Teniente Primero Manuel Irala Fernández | 20.145   | 13.278 km²  |
| 9   | Teniente Esteban Martínez               | 2.743    | 8.142 km²   |
| 10  | Villa Hayes                             | 47.967   | 20.020 km²  |